# Amphioctopus fangsiao
Amphioctopus fangsiao là một loài bạch tuộc thuộc chi Amphioctopus. Nó được tìm thấy ở Thái Bình Dương, bao gồm cả ngoài khơi bờ biển New Zealand.